# Roman Łeszczenko
Roman Mykołajowycz Łeszczenko, ukr. Роман Миколайович Лещенко (ur. 23 listopada 1988 w Peniżkowem w obwodzie czerkaskim) – ukraiński polityk, przedsiębiorca rolny, prawnik i nauczyciel akademicki, od 2020 do 2022 minister polityki rolnej i żywnościowej.

## Życiorys
Kształcił się na Kijowskim Uniwersytecie Narodowym im. Tarasa Szewczenki. W 2011 uzyskał magisterium z prawa, a w 2015 stopień kandydata nauk prawnych. W 2013 został nauczycielem akademickim na macierzystej uczelni. Od 2007 pracował w przedsiębiorstwie OSG Group. W 2013 założył własną firmę konsultingową, później został właścicielem grupy spółek Ahrodar i zarządzającym gruntami rolnymi o powierzchni około 3 tysięcy hektarów.
Zasiadł w radzie rejonu żaszkowskiego. W październiku 2019 prezydent Wołodymyr Zełenski mianował go swoim przedstawicielem do spraw gruntów. W czerwcu 2020 objął kierownictwo Państwowej Służby Ukrainy ds. Geodezji, Kartografii i Katastru. W grudniu tegoż roku dołączył do rządu Denysa Szmyhala jako minister polityki rolnej i żywnościowej. Zrezygnował z tej funkcji w marcu 2022, motywując tę decyzję względami zdrowotnymi.